# Zhang Yawen
Dans ce nom chinois, le nom de famille, Zhang, précède le nom personnel.
Zhang Yawen, née le 9 mars 1985 à Chongqing, est une joueuse chinoise de badminton.

## Palmarès
- Jeux olympiques
  -  Médaille de bronze en double dames aux Jeux olympiques d'été de 2008 avec Wei Yili
- Championnats du monde de badminton
  -  Médaille d'or en double dames aux Championnats du monde de badminton 2009 avec Zhao Tingting
  -  Médaille d'argent en double mixte aux Championnats du monde de badminton 2005 avec Xie Zhongbo
  -  Médaille d'argent en double dames aux Championnats du monde de badminton 2006 avec Wei Yili
  -  Médaille de bronze en double dames aux Championnats du monde de badminton 2005 avec Zhang Dan
  -  Médaille de bronze en double dames aux Championnats du monde de badminton 2007 avec Wei Yili
  -  Médaille de bronze en double mixte aux Championnats du monde de badminton 2007 avec Xie Zhongbo
- Jeux asiatiques
  -  Médaille d'or par équipe dames aux Jeux asiatiques de 2006
  -  Médaille d'argent en double mixte aux Jeux asiatiques de 2006 avec Xie Zhongbo
- Sudirman Cup
  -  Médaille d'or en 2005
  -  Médaille d'or en 2007
  -  Médaille d'or en 2009
- Uber Cup
  -  Médaille d'or en 2008
- Championnats d'Asie de badminton
  -  Médaille de bronze en double dames en 1999 avec Zhao Tingting
  -  Médaille de bronze en double dames en 2001 avec Zhao Tingting